# Стара Весь (Опочинський повіт)
Стара Весь (пол. Stara Wieś) — село в Польщі, у гміні Опочно Опочинського повіту Лодзинського воєводства.
У 1975-1998 роках село належало до Пйотрковського воєводства.